# Tênis de mesa nos Jogos Paralímpicos de Verão de 2012 - Simples masculino - Classe 10
A competição de simples masculino na classe 10 do tênis de mesa nos Jogos Paralímpicos de Verão de 2012 foi disputada entre os dias 30 de agosto e 2 de setembro no Complexo ExCel, em Londres.

## Medalhistas
| Ouro   | POL Patryk Chojnowski |
| Prata  | CHN Ge Yang           |
| Bronze | INA David Jacobs      |

## Cabeças de chave
Os atletas cabeças de chave não disputam a primeira fase e avançam direto à fase eliminatória:
| 1. CHN Ge Yang (Medalhista de prata) 2. AUT José Manuel Ruiz Reyes (Quarto lugar) | 1. POL Patryk Chojnowski (Medalhista de ouro) 2. INA David Jacobs (Medalhista de bronze) |

## Resultados

### Primeira fase

#### Grupo A
| Atleta                | V | D | SG | S   |
| --------------------- | - | - | -- | --- |
| CHN Lian Hao          | 2 | 0 | +2 | 0   |
| GBR Kim Daybell       | 1 | 1 | +2 | +17 |
| BRA Carlos Carbinatti | 0 | 2 | -4 | -17 |

| CHN Lian Hao          | 13 | 6  | 13 | 7  | 11 |
| BRA Carlos Carbinatti | 11 | 11 | 11 | 11 | 6  |

| BRA Carlos Carbinatti | 4  | 9  | 3  |  |  |
| GBR Kim Daybell       | 11 | 11 | 11 |  |  |

| CHN Lian Hao    | 9  | 5  | 11 | 16 | 11 |
| GBR Kim Daybell | 11 | 11 | 9  | 14 | 7  |

#### Grupo B
| Atleta                  | V | D | SG | S  |
| ----------------------- | - | - | -- | -- |
| CHN Lu Xiaolei          | 1 | 1 | +1 | +6 |
| MAS Mohamad Azwar Bakar | 1 | 1 | 0  | -5 |
| RUS Pavel Lukyanov      | 1 | 1 | -1 | -1 |

| RUS Pavel Lukyanov      | 11 | 9  | 9  | 7  |  |
| MAS Mohamad Azwar Bakar | 8  | 11 | 11 | 11 |  |

| MAS Mohamad Azwar Bakar | 3  | 12 | 11 | 10 |  |
| CHN Lu Xiaolei          | 11 | 10 | 13 | 12 |  |

| RUS Pavel Lukyanov | 9  | 8  | 11 | 11 | 11 |
| CHN Lu Xiaolei     | 11 | 11 | 6  | 9  | 9  |

#### Grupo C
| Atleta                   | V | D | SG | S   |
| ------------------------ | - | - | -- | --- |
| CZE Ivan Karabec         | 2 | 0 | +6 | +17 |
| ESP Jorge Cardona        | 1 | 1 | -1 | +9  |
| POL Sebastian Powrozniak | 0 | 2 | -5 | -26 |

| CZE Ivan Karabec         | 11 | 11 | 13 |  |  |
| POL Sebastian Powrozniak | 8  | 8  | 11 |  |  |

| POL Sebastian Powrozniak | 6  | 5  | 12 | 2  |  |
| ESP Jorge Cardona        | 11 | 11 | 10 | 11 |  |

| CZE Ivan Karabec  | 11 | 11 | 12 |  |  |
| ESP Jorge Cardona | 9  | 6  | 10 |  |  |

#### Grupo D
| Atleta                     | V | D | SG | S   |
| -------------------------- | - | - | -- | --- |
| HUN Dezső Berecki          | 1 | 1 | +1 | -6  |
| SWE Fredrik Andersson      | 1 | 1 | +1 | +14 |
| EGY Abdelrahman Abdelwahab | 1 | 1 | -2 | -8  |

| SWE Fredrik Andersson      | 4  | 8  | 11 | 11 | 9  |
| EGY Abdelrahman Abdelwahab | 11 | 11 | 3  | 5  | 11 |

| EGY Abdelrahman Abdelwahab | 9  | 9  | 12 |  |  |
| HUN Dezső Berecki          | 11 | 11 | 14 |  |  |

| SWE Fredrik Andersson | 11 | 11 | 5  | 11 |  |
| HUN Dezső Berecki     | 4  | 5  | 11 | 6  |  |

### Fase eliminatória
|  | Quartas de final | Quartas de final           | Quartas de final           | Quartas de final      | Quartas de final | Quartas de final | Quartas de final  |                       |    | Semifinais  | Semifinais          | Semifinais          | Semifinais          | Semifinais          | Semifinais          | Semifinais          |                     |   | Medalha de ouro | Medalha de ouro            | Medalha de ouro | Medalha de ouro | Medalha de ouro | Medalha de ouro | Medalha de ouro |
|  |                  |                            |                            |                       |                  |                  |                   |                       |    |             |                     |                     |                     |                     |                     |                     |                     |   |                 |                            |                 |                 |                 |                 |                 |
|  | 1                | CHN Ge Yang                | 4                          | 12                    | 9                | 11               | 11                |                       |    |             |                     |                     |                     |                     |                     |                     |                     |   |                 |                            |                 |                 |                 |                 |                 |
|  | C                | CZE Ivan Karabec           | 11                         | 10                    | 11               | 5                | 6                 |                       |    |             |                     |                     |                     |                     |                     |                     |                     |   |                 |                            |                 |                 |                 |                 |                 |
|  | C                | CZE Ivan Karabec           | 11                         | 10                    | 11               | 5                | 6                 |                       | 1  | CHN Ge Yang | 13                  | 12                  | 5                   | 13                  |                     |                     |                     |   |                 |                            |                 |                 |                 |                 |                 |
|  |                  |                            |                            |                       |                  |                  |                   |                       | 1  | CHN Ge Yang | 13                  | 12                  | 5                   | 13                  |                     |                     |                     |   |                 |                            |                 |                 |                 |                 |                 |
|  |                  | 4                          | INA David Jacobs           | 11                    | 10               | 11               | 11                |                       |    |             |                     |                     |                     |                     |                     |                     |                     |   |                 |                            |                 |                 |                 |                 |                 |
|  | B                | 4                          | INA David Jacobs           | 11                    | 10               | 11               | 11                | CHN Lu Xiaolei        | 10 | 11          | 10                  | 3                   |                     |                     |                     |                     |                     |   |                 |                            |                 |                 |                 |                 |                 |
|  | B                |                            |                            |                       |                  |                  |                   | CHN Lu Xiaolei        | 10 | 11          | 10                  | 3                   |                     |                     |                     |                     |                     |   |                 |                            |                 |                 |                 |                 |                 |
|  | 4                | INA David Jacobs           | 12                         | 8                     | 12               | 11               |                   |                       |    |             |                     |                     |                     |                     |                     |                     |                     |   |                 |                            |                 |                 |                 |                 |                 |
|  |                  |                            |                            |                       |                  |                  |                   |                       |    |             |                     |                     |                     |                     |                     |                     |                     |   | 1               | CHN Ge Yang                | 9               | 4               | 9               |                 |                 |
|  |                  |                            | 3                          | POL Patryk Chojnowski | 11               | 11               | 11                |                       |    |             |                     |                     |                     |                     |                     |                     |                     |   |                 |                            |                 |                 |                 |                 |                 |
|  | 3                | POL Patryk Chojnowski      | 11                         | 11                    | 11               |                  |                   |                       |    |             |                     |                     |                     |                     |                     |                     |                     |   |                 |                            |                 |                 |                 |                 |                 |
|  | A                | CHN Lian Hao               | 8                          | 8                     | 6                |                  |                   |                       |    |             |                     |                     |                     |                     |                     |                     |                     |   |                 |                            |                 |                 |                 |                 |                 |
|  | A                | CHN Lian Hao               | 8                          | 8                     | 6                |                  | 3                 | POL Patryk Chojnowski | 14 | 12          | 11                  |                     |                     |                     |                     |                     |                     |   |                 |                            |                 |                 |                 |                 |                 |
|  |                  |                            |                            |                       |                  |                  |                   | POL Patryk Chojnowski | 14 | 12          | 11                  |                     |                     |                     |                     |                     |                     |   |                 |                            |                 |                 |                 |                 |                 |
|  |                  | 2                          | ESP José Manuel Ruiz Reyes | 12                    | 10               | 4                |                   |                       |    |             | Disputa pelo bronze | Disputa pelo bronze | Disputa pelo bronze | Disputa pelo bronze | Disputa pelo bronze | Disputa pelo bronze | Disputa pelo bronze |   |                 |                            |                 |                 |                 |                 |                 |
|  | D                | 2                          | ESP José Manuel Ruiz Reyes | 12                    | 10               | 4                | HUN Dezso Berecki | 11                    | 5  | 11          | Disputa pelo bronze | Disputa pelo bronze | Disputa pelo bronze | Disputa pelo bronze | Disputa pelo bronze | Disputa pelo bronze | Disputa pelo bronze | 7 | 8               |                            |                 |                 |                 |                 |                 |
|  | D                |                            |                            |                       |                  |                  | HUN Dezso Berecki | 11                    | 5  | 11          |                     |                     |                     |                     |                     |                     |                     | 7 | 8               |                            |                 |                 |                 |                 |                 |
|  | 2                | ESP José Manuel Ruiz Reyes | 9                          | 11                    | 6                | 11               | 11                |                       |    |             |                     |                     |                     |                     |                     |                     |                     |   | 4               | INA David Jacobs           | 11              | 7               | 11              | 11              |                 |
|  |                  |                            |                            |                       |                  |                  |                   |                       |    |             |                     |                     |                     |                     |                     |                     |                     |   | 2               | ESP José Manuel Ruiz Reyes | 9               | 11              | 5               | 6               |                 |